# Тюрьма Эвин
Тюрьма Эвин (перс. زندان اوین‎) — тюрьма, расположенная в районе Эвин в Тегеране, Иран. Тюрьма была основным местом содержания иранских политических заключенных с 1972 года, до и после Исламской революции, в специально построенном крыле, прозванном «Университетом Эвина» из-за количества размещенных там студентов и интеллектуалов. Руководство тюрьмы Эвин обвиняли в совершении «серьёзных нарушений прав человека» в отношении политических диссидентов и критиков правительства.

## История
Тюрьма Эвин была построена в 1972 году во время правления Мохаммеда Резы Пехлеви. Она расположена у подножия гор Эльбурс, в бывшем доме Зиаэддина Табатабаи, который некоторое время занимал пост премьер-министра в 1920-х годах.
На территории тюрьмы есть двор для казней, зал суда и отдельные блоки для обычных преступников и женщин-заключенных. Изначально ею управляла шахская служба безопасности и разведки САВАК. Первоначально она была рассчитана на 320 заключенных — 20 в одиночных камерах и 300 в двух больших общественных блоках, а к 1977 году была расширен до более чем 1500 заключенных, включая 100 одиночных камер для политических заключённых. 11 февраля 1979 года, во время иранской революции, толпы повстанцев штурмовали тюрьму и освободили всех заключённых.
В Исламской Республике Иран количество заключенных снова было увеличено ещё раз, теперь в десять раз до 15 000. По словам учёного Ерванда Абрамяна: «Теоретически Эвин был центром содержания под стражей для ожидающих суда», после чего заключенных переводили в другую тюрьму, либо в Кезель Хесар, либо в тюрьму Гохардашт. «На самом деле Эвин служил обычной тюрьмой, поскольку многие годами ждали, прежде чем предстать перед судом». Известные заключённые часто отбывали весь свой срок в Эвине. Казни проходили в Эвине. После Исламской революции Мохаммад Качуи был назначен начальником Эвина. После его убийства в июне 1981 года Асадолла Ладжеварди, главный прокурор Тегерана, занимал должность начальника тюрьмы до 1985 года. В 1998 году Народные моджахеды Ирана убили Ладжеварди. Тюрьма расположена в жилом и коммерческом районе Эвин, рядом с районом Саадат-Абад. Рядом с ней расположена большая парковая зона с популярной высококлассной чайханой и рестораном. Фотосъемка перед тюрьмой и вокруг неё является незаконной. Заключённые из тюрьмы Эвин и Гезель-Хесар в конечном итоге должны быть переведены в центральную тюрьму Тегерана, также известную как Фашафавие или Фашафойе.
Судебная система Ирана основана на исламском праве или шариате. Систему контролируют министр юстиции и главный прокурор, назначаемые Верховным лидером.

### Пожар 2022 года
15 октября 2022 года на фоне протестов Махсы Амини в тюрьме начался сильный пожар, были слышны звуки стрельбы силовиков во время многочисленных столкновений с заключёнными. Центр по правам человека в Иране подтвердил, что получил сообщения о «перестрелке» в тюрьме Эвин в субботу вечером, которая продолжалась в 22:00 по местному времени На видео, опубликованном в социальных сетях в субботу, видно, как над тюрьмой поднимается дым. На видео также можно было услышать неоднократные перестрелки, а также антиправительственные выкрики. СМИ, связанные с Корпусом стражей исламской революции и правительством Исламской Республики, сообщили о конфликте и пожаре в этой тюрьме. По данным Судебного медиа-центра, во время драки между несколькими заключенными в камерах 6 и 7, которые являются специальными тюрьмами для уголовных преступлений и воровства, в тюрьме загорелся швейный цех. Семьи заключённых Эвина и другие люди собрались возле тюрьмы. В ответ правительственные силы применили против них слезоточивый газ. Силы безопасности также заблокировали скоростную автомагистраль Ядегар-э-Эмам, чтобы не допустить приближения людей. Антиправительственные лозунги можно услышать на видеороликах, снятых вокруг тюрьмы.

## Заключённые

### 1970-е и 1980-е годы
Известные заключенные в Эвине до революции 1979 года включают аятолл Махмуда Талегани и Хоссейна-Али Монтазери. Заключённой после исламской революции была Марина Немат, которая провела два года в Эвине, начиная с 1982 года, за участие в протестах против режима в своей школе. Она писала о пытках и смерти однокурсников в тюрьме. В своих мемуарах 2013 года «Лицом к лицу со зверем: иранские женщины в тюрьмах мулл» бывшая иранская медсестра Хенгаме Хадж Хасан написала о своём заключении в тюрьме Эвин в 1981 году после ареста по подозрению в связях с моджахедами. Она описала систему, в которой женщины-заключенные часто и систематически подвергались пыткам со стороны иранских Стражей Исламской революции, в основном путем избиения проводами по ступням ног. Она также описывает массовые казни:
В блоке 209 каждый день около 18:00 во время ужина мы слышали оглушительный шум, как будто грузовик сбрасывал тяжелый груз металла… Это был выстрел из десятков единиц огнестрельного оружия, выпущенных одновременно по нашим друзьям.

### 2000-е
Среди известных политических заключённых, содержащихся в Эвине были: Акбар Ганджи (содержался там с 2000 по 2006 год), Мохсен Сазегара (в 2003 году), Нассер Зарафшан, Хамид Пурман (2005-06), профессор Калифорнийского университета в Беркли Дариуш Захеди, по обвинению в шпионаже (2003 год) и впоследствии оправданный в 2004 году, Рамин Джаханбеглу (2006 год), и другие.
23 июня 2003 года ирано-канадский фотожурналист Захра Каземи была арестована за фотографирование перед тюрьмой и умерла от тупой травмы головы во время пребывания в тюрьме. Правительство Ирана пыталось скрыть её убийство и заявило, что она якобы умерла от инсульта во время допроса, однако врачи, осматривавшие её тело, обнаружили следы изнасилования, пыток и перелом черепа.
На рассвете 27 июля 2008 года иранское правительство казнило в общей сложности 29 человек в тюрьме Эвин через повешение.
Иранский музыкальный продюсер и композитор Ханги Таваколи содержался в одиночной камере в Секции 209 с декабря 2008 года по февраль 2009 года за «действия против национальной безопасности» как как иранское правительство назвало некоторые фрагменты его музыки «промыванием мозгов правительству». За музыку композитора приговорили к смертной казни через повешение, но из-за правозащитных кампаний, инициированных представителями общественности, иранская система правосудия была вынуждена смягчить приговор до трёх месяцев тюремного заключения и штраф в размере 100 000 долларов США при условии полной остановки всей его музыкальной деятельности. Впоследствии Ханги Таваколи уехал и стал известным продюсером, продолжающим свою работу за пределами Ирана.
Эша Момени, студентка Калифорнийского государственного университета в Нортридже, содержалась под стражей в Эвине после ареста 15 октября 2008 года за преступления против национальной безопасности. Она находилась в Иране, чтобы навестить семью и изучить права женщин в стране. Студентку освободили 11 ноября 2008 года.
17 ноября 2008 года Али Аштари, оптовый торговец компьютерами, который предоставлял информацию о ядерных объектах Ирана Моссаду, был казнен через повешение в тюрьме Эвин после того, как его осудили в июне 2008 года. Позже в том же месяце журналист/блогер Хосейн Дерахшан был задержан в Эвине после ареста в ноябре 2008 года предположительно за шпионаж в пользу Израиля. 28 сентября 2010 года Хосейн Дерахшан был приговорен к 19,5 годам лишения свободы.
Роксана Сабери, ирано-американская журналистка, была арестована в январе 2009 года за репортажи без аккредитации прессы, а в апреле ей было предъявлено обвинение в шпионаже. Она содержалась в тюрьме Эвин почти полгода до освобождения в мае 2009 года.
Французская студентка Клотильда Рейсс предстала перед судом в августе 2009 года.
На протяжении многих лет задерживались и иранцы, принявшие христианство. 5 марта 2009 года Марзи Амиризаде Эсмаилабад и Марьям Рустампур были арестованы иранскими силами безопасности и названы «антиправительственными активистами». Женщин держали в тюрьме Эвин. 18 ноября 2009 года их выпустили без залога, но обвинения остались в силе. В мае 2010 года с Марьям и Марзи были сняты все обвинения.
Трое бельгийских туристов, Винсент Бун-Фаллёр, Идесбальд Ван ден Бош и Диего Матье, в 2009 году содержались под стражей в тюрьме Эвин в течение трёх месяцев. Ван ден Бош и Бун-Фаллёр были арестованы 5 сентября 2009 года за вход в немаркированную иранскую военную зону вблизи Семнан. Их продержали в Семнане три дня, а затем перевели в Эвин. Позже (16 сентября) Матье был арестован на границе Ирана и Туркменистана, поскольку все трое встретились 4 сентября и обменялись номерами телефонов. Все трое были обвинены в шпионаже и содержались под стражей в течение трёх месяцев (8 сентября — 8 декабря 2009 года) в секции 209 Эвина, сначала в одиночной камере, а затем в камерах по четыре человека вместе с другими иранцами. Они были освобождены благодаря дипломатическим переговорам в Бельгии.
Ирано-канадский журналист Мазиар Бахари был заключён в тюрьму в Эвине на 118 дней после того, как находился в Иране по заданию освещать иранские президентские выборы 2009 года. Мазиар Бахари задокументировал своё пребывание в Эвине в мемуарах под названием «Тогда они пришли за мной: семейная история любви, плена и выживания», которые были опубликованы издательством Random House в 2011 году. Мемуары легли в основу фильма «Розовая вода», который создал бывший ведущий The Daily Show Джон Стюарт. Название фильма отсылает к прозвищу, которое Мазиар Бахари дал своему следователю/мучителю в Эвине, из-за одеколона этого человека.
Трое жителей Ближнего Востока, Шейн Бауэр, Джошуа Фаттал и Сара Шурд, которые отдыхали в Иракском Курдистане и были задержаны Ираном, с начала августа 2009 года содержались в тюрьме Эвин. Сара Шурд содержалась в одиночной камере. Газета Washington Post сообщила, что они «были арестованы в июле [2009 года] иранскими пограничниками во время похода по горному курдскому региону между Ираком и Ираном. Их семьи говорят, что они пересекли границу случайно, но главный иранский прокурор в прошлом месяце обвинил троих в шпионаже». В декабре 2009 года министр иностранных дел Ирана Манучехр Моттаки заявил, что все трое предстанут перед судом, что совпало с другими спорными моментами между двумя странами. Сара Шурд была освобождена 14 сентября 2010 года под залог в 500 000 долларов США. Двумя днями ранее иранская прокуратура предъявила троим американцам обвинение в шпионаже. Бауэр и Фаттал были освобождены в сентябре 2011 года.
Масуд Джамали, ирано-американский телевизионный и музыкальный продюсер и владелец Tapesh Television, базирующейся в Лос-Анджелесе, был заключён в тюрьму в Эвине в 2012 году на год по обвинению в пропаганде против Ирана, и ему было запрещено покидать Иран в течение трёх лет. Он содержался в секции 209 тюрьмы в течение пяти месяцев и в тюрьме 350 в течение семи месяцев.
В тюрьме также содержались представители религиозных меньшинств, в том числе представители веры бахаи — 14 мая 2008 года члены неформальной организации, курировавшей нужды общины бахаи в Иране, были арестованы и доставлены в Эвин. Их содержали в секции 209 тюрьмы, находящейся в ведении правительственного Министерства разведки. 11 августа 2010 года стало известно, что суд приговорил каждого из семи заключённых к 20 годам лишения свободы, который позже был сокращен до десяти лет. После приговора их перевели в тюрьму Гохардашт.
По словам Роксаны Сабери, две женщины-бахаи содержались в маленькой камере размером четыре на пять метров с двумя маленькими, покрытыми металлом окнами. У них не было кровати. «Они должны были спать на одеялах […] У них не было и подушек. Они скатывали одеяло, чтобы использовать его в качестве подушки. Они использовали свои чадры как простыню».
Обучаясь в Индии, Вахид Асгари был арестован в 2008 году в международном аэропорту Тегерана Имама Хомейни и с тех пор содержится под стражей. Вахид Асгари подал в суд на Fars News (СМИ КСИР) и IRIB (Вещание Исламской Республики Иран) в четвёртом отделении Суда по культуре и СМИ из-за ложного обвинения, предъявленного ему, когда он находился в палате 350 Эвина в 2011 году.

### 2010-е и 2020-е годы
Абдолмалек Риги, лидер «Джундуллы», был казнен в тюрьме в 2010 году.
С января по май 2010 года студенческий активист Маджид Таваколи содержался в Эвине, преимущественно в одиночной камере. Он начал голодовку в знак протеста против условий своего заключения в августе 2010 года, а потом был переведён в тюрьму Гохардашт.
Блогер по правам человека и лауреат премии Национального пресс-клуба США Кухьяр Гударзи отбыл один год тюремного заключения в Эвине в 2010 году за «распространение пропаганды против режима». 31 июля 2011 года он был повторно арестован, и хотя его нынешнее местонахождение не подтверждено, предполагается, что он содержится в одиночной камере в Эвине.
Иранский лазерный физик Омид Кокаби, который на момент ареста был студентом Техасского университета в Остине, был заключён в тюрьму в Эвине в феврале 2011 года и приговорён к 10 годам тюремного заключения по обвинению в сотрудничестве с врагом.
Амир Махди Адиб Мовахед, журналист и диссидент, был арестован в марте 2017 года и переведён в камеру «Два А» тюрьмы Эвин. После четырёх месяцев допросов его отпустили под залог и до окончания разбирательства. В сентябре 2017 года его снова арестовали и перевели в центральную тюрьму Бирджанда. Согласно судебным решениям, вынесенным Бирджандским революционным судом, он был приговорён в общей сложности к 21 году тюремного заключения по обвинению в пропаганде против режима, оскорблении лидера Исламской Республики и «возмущении общественного сознания».
Маджид Джамали Фаши, осуждённый за убийство иранского учёного Масуда Алимохаммади и подозреваемого в шпионаже Моссада, был повешен 15 мая 2012 года после того, как был осуждён 28 августа 2011 года.
Насер Фахими, врач и правозащитник активист, был арестован Министерством информации 20 июля 2009 года и приговорён к 15 годам тюремного заключения 15-м отделением Революционного суда Тегерана, возглавляемый судьёй Аболкасемом Салавати, по обвинению в действиях, направленных против безопасности страны, возмущении общественного мнения, оскорблении руководства и угрозах судебным властям. Доктор Насер Фахими — первая фигура в политической истории Ирана, которая официально потребовала от Исламской Республики лишить его иранского гражданства из-за типа правительства (диктатуры).
Саид Абедини, ирано-американский пастор, был приговорён 27 января 2013 года к 8 годам тюремного заключения по обвинению в евангелизации за свою христианскую веру The Obama administration secured his release in a prisoner swap in January 2016.. Администрация Обамы добилась его освобождения в результате обмена пленными в январе 2016 года.
Мохаммад Хейдари и Курош Ахмади, обвинённые в шпионаже в пользу ЦРУ и Моссада, были казнены в тюрьме 19 мая 2013 года после того, как Тегеранский Революционный суд приговорил их к смертной казни по различным пунктам обвинения в шпионаже.
Марзи Расули, журналистка, пишущая о культуре и искусстве для нескольких иранских реформистских и независимых изданий, была арестована в 2012 году и обвинена в сотрудничестве с BBC. В 2014 году её признали виновной в «распространении пропаганды» и «нарушении общественного порядка». Приговоренная к двум годам тюремного заключения и 50 ударам плетью, она была отправлена в тюрьму Эвин 8 июля 2014 года. Международный ПЕН-клуб призвал к её «немедленному и безоговорочному» освобождению.
Амир Хекмати, ветеран морской пехоты США и американский гражданин иранского происхождения, был арестован по обвинению в шпионаже в августе 2011 года и приговорен к казни. Амир был освобожден Ираном в рамках обмена пленными с США 16 января 2016 года.
5 октября 2013 года иранский кинорежиссёр Хосейн Раджабян и музыкант Мехди Раджабян были арестованы иранскими силами безопасности. Их держали в течение двух месяцев в отделении 2А (одиночное заключение) тюрьмы Эвин. Наконец, 22 декабря 2015 года в 28-м отделении суда Тегерана они были приговорены к шести годам лишения свободы за «оскорбление святыни» и «пропаганду против государства» посредством художественной деятельности, а также к штрафу в 200 миллионам томанов (около 66650 долларов США.
Марьям Шафипур, иранская правозащитница, провела семь месяцев предварительного заключения в тюрьме Эвин, в том числе более двух месяцев в одиночной камере. В марте 2014 года Шафипур приговорили к семи годам тюремного заключения за политическую деятельность. Правозащитные организации призвали к её освобождению и осудили её тюремное заключение. Она была освобождена в июле 2015 года.
Сейед Хамед Хуриабанд работал в посольстве Ирана в Париже, Франция. Встав на сторону народа и присоединившись к протестам Зелёного движения и оппозиции в Париже на президентских выборах 2009 года, он был уволен, преследовался, преследовался и ставился в пример со стороны исламского режима, чтобы ни один из членов семей других дипломатических правительственных чиновников не посмели публично выступить против. После того, как его семье угрожало Министерство разведки и безопасности, он вернулся в Иран. В октябре 2011 года агенты службы безопасности ворвались в дом его родителей и арестовали его без предъявления обвинений. Его поместили в одиночную камеру тюрьмы Эвин в печально известной секции 240, предназначенной для политических заключенных, где он подвергся психологическим пыткам, а затем был обвинён в шпионаже и растрате. Затем судья Революционного суда Салавати вынес ему приговор без надлежащей правовой процедуры и доступа к адвокату. Его приговорили к двум годам лишения свободы за шпионаж и к одному году и десяти месяцам за растрату. Затем суд оправдал его по обвинению в растрате, но, хотя приговор был отменен, его незаконно продержали в тюрьме ещё 13 месяцев и оштрафовали. Впоследствии он был освобожден под залог за примерное поведение.
С февраля по апрель 2018 года суфийский активист Касра Нури во время протестов дервишей 2018 года содержался в Эвине, преимущественно в одиночной камере. Позже его перевели в тюрьму Фашафойе, но в январе 2021 года отправили обратно в Эвин.
Бехдад Исфахбод, ирано-канадский инженер-программист, был задержан в тюрьме Эвин в январе 2020 года.
Австралийский академик Кайли Мур-Гилберт была здесь заключённой, прежде чем её перевели в Карчак в августе 2020 года, хотя позже её перевели обратно в Эвин. Её освободили в ноябре 2020 года.
В феврале 2022 года бельгийский сотрудник гуманитарной организации Оливье Вандекастил, работавший волонтером в организации Relief International в Иране, был арестован по обвинению в «шпионаже» и впоследствии помещён в тюрьму Эвин. Первоначально приговорённый к 40 годам тюремного заключения за шпионаж, отмывание денег и контрабанду валюты в январе 2023 года, Вандекастил был освобождён в мае того же года после обмена пленными с иранским экс-дипломатом Асадоллой Асади.
28 сентября 2022 года 30-летняя итальянская блогер-путешественница Алессия Пиперно была арестована в Тегеране и помещена в тюрьму Эвин в разгар протестов после смерти Махсы Амини; после дипломатических переговоров между Министерством иностранных дел Италии и иранскими властями Пиперно была освобождена и вернулась в Рим 10 ноября.
В октябре 2022 года во время иранских протестов 2021—2022 годов отряд полиции по охране общественного порядка расправился с заключенными, и в результате смертельного пожара погибли по меньшей мере восемь человек. В ноябре того же года Фариде Морадхани, племянница и критик Рухоллы Хомейни, была арестована и отправлена в тюрьму Эвин.
В сентябре 2023 года в статье New York Times сообщалось, что Йохан Флодерус, 33-летний швед, который работал дипломатом Европейского Союза с 2019 года, был арестован в Международном аэропорту Имама Хомейни в Тегеране в апреле 2022 года, а затем доставлен в тюрьму Эвин.

### Обвинения в изнасилованиях и пытках
В августе 2009 года президент Махмуд Ахмадинежад заявил в прямом эфире государственного радио об изнасилованиях и пытках в иранских тюрьмах: «В некоторых центрах содержания под стражей применялись ненадлежащие меры, ответственность за которые снова несёт противник».
После президентских выборов 2009 года и последующих протестов, кандидат в президенты Ирана Мехди Карруби заявил, что несколько протестующих, содержавшихся за решеткой, были жестоко изнасилованы, согласно конфиденциальному письму высокопоставленному священнослужителю и бывшему президенту Акбару Хашеми Рафсанджани. Карруби сказал, что это «фрагмент» имеющихся у него доказательств и что, если опровержения не прекратятся, он опубликует ещё больше.
Говорят, что следователи в Иране десятилетиями прибегали к изнасилованиям.
В 1980-х годах изнасилования женщин-политзаключённых были настолько распространены, что это побудило Хусейна-Али Монтазери, тогдашнего заместителя Верховного лидера аятоллы Хомейни, написать Хомейни следующее письмо от 7 октября 1986 года: «Знаете ли вы, что в некоторых тюрьмах Исламской Республики молодых женщин насилуют?». Два видных члена иранского правозащитного сообщества, феминистка, юрист и журналист Шади Садр и блоггер и активистка Мойтаба Саминеджад опубликовали в Интернете эссе из Ирана, в которых говорится, что изнасилование в тюрьме имеет долгую историю в Исламской Республике. В августе 2021 года группа «хактивистов» под названием «перс. عدالت علی‎» (буквально: «Справедливость Али») опубликовала запись с CCTV, на которой видно жестокое обращение с заключёнными, в том числе безжалостным мусульманским священнослужителем, идущим по телу пожилого мужчины, которого тюремные охранники тащили по всему учреждению.